# Saintonge

Provinsen Saintonges geografiska läge i Frankrike.

Saintonge är en av Frankrikes trettiotre historiska provinser. 

Provinsen Saintonges vapen.

Provinsen gränsade till Guyenne, Angoumois, Périgord, Poitou, Aunis och havet. Den motsvarade en liten del av nuvarande departementet Charente och större delen av Charente-Maritime. Saintonge delades av floden Charente i två delar: Haute-Saintonge, med huvudstaden Saintes, och Basse-Saintonge, med Saint-Jean-d'Angély. 
Landet hörde på kejsar Augustus tid till Akvitanien och beboddes då av de galliska santonerna. Det erövrades av västgoterna 419 och av frankerna 507. På 800-talet blev det ett grevskap, lydande under hertigdömet Akvitanien. Genom giftermål mellan Eleonora av Akvitanien och Ludvig VII kom Saintonge till franska kronan. 
Då Eleonora sedan gifte sig med den blivande kung Henrik II av England övergick provinsen till detta land. Franske kungen Filip August bemäktigade sig i början av 1200-talet Haute-Saintonge, men 1360 avträddes Saintonge formligen till England. du Guesclin återerövrade det 1371. Religionskrigen fördes i Saintonge med blodig iver; såväl reformationen som ligan hade där en mängd anhängare.